# Bolax gummifera
Bolax gummifera là một loài thực vật có hoa trong họ Hoa tán. Loài này được (Lam.) Spreng. mô tả khoa học đầu tiên năm 1824.

## Hình ảnh

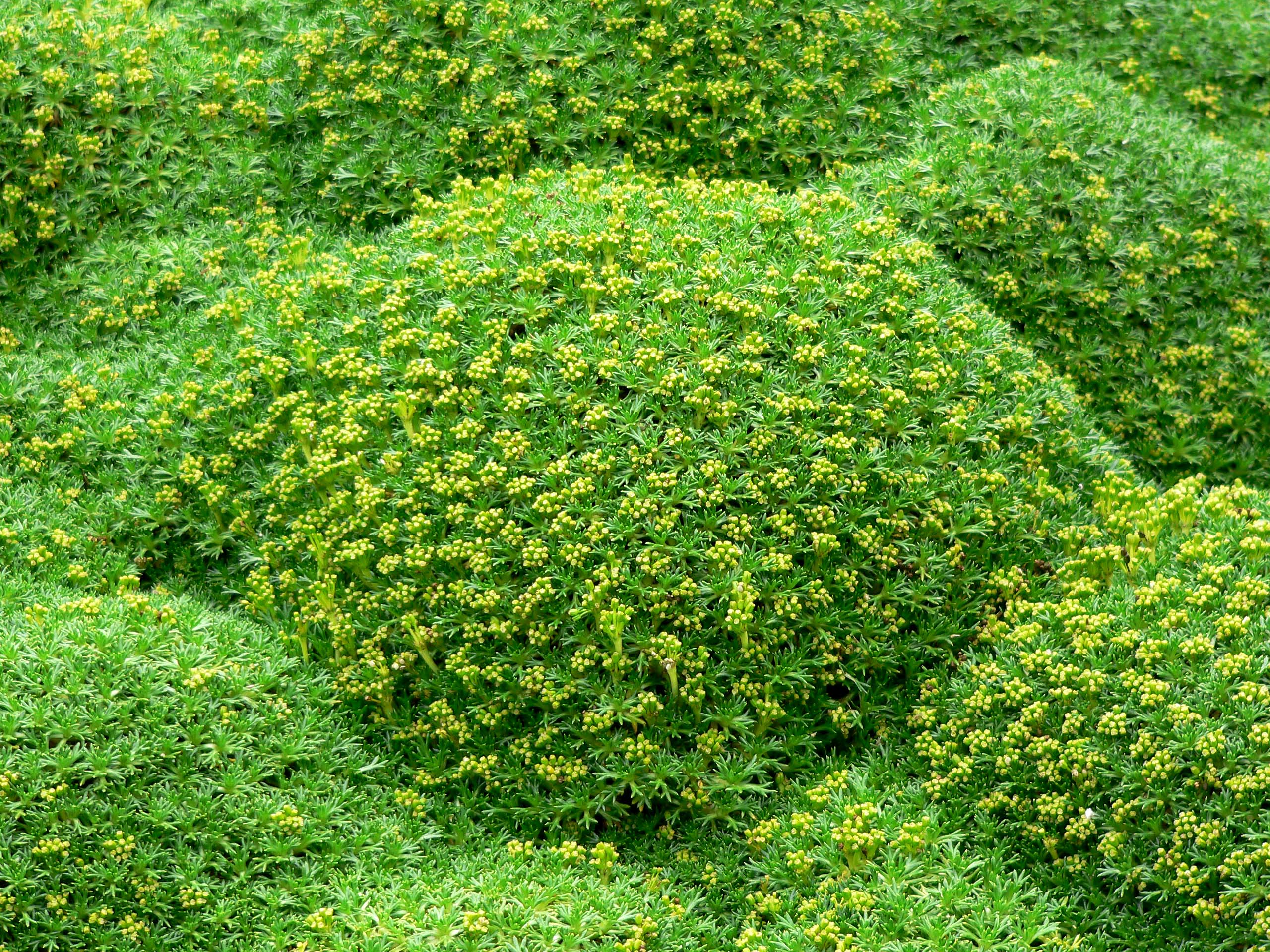
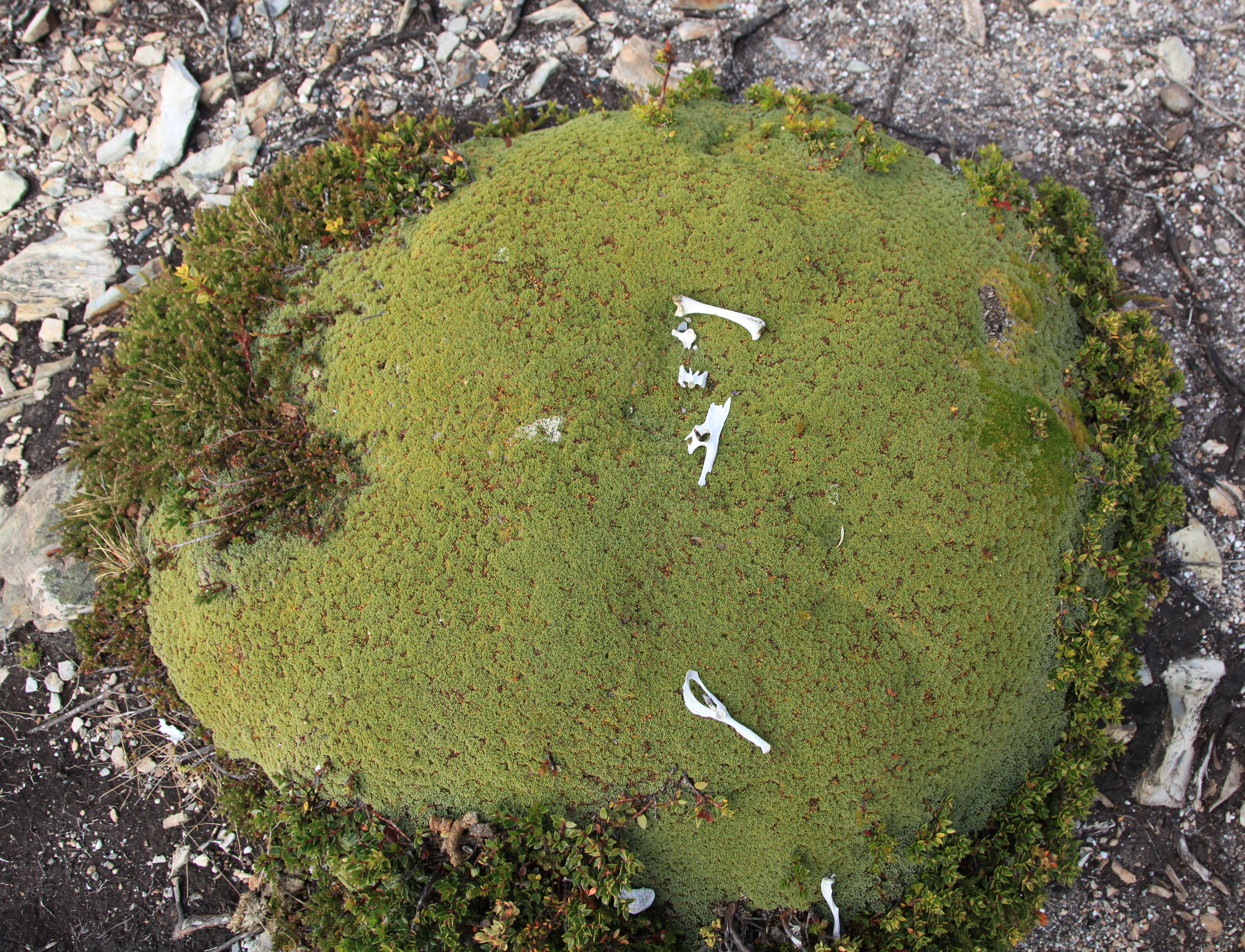
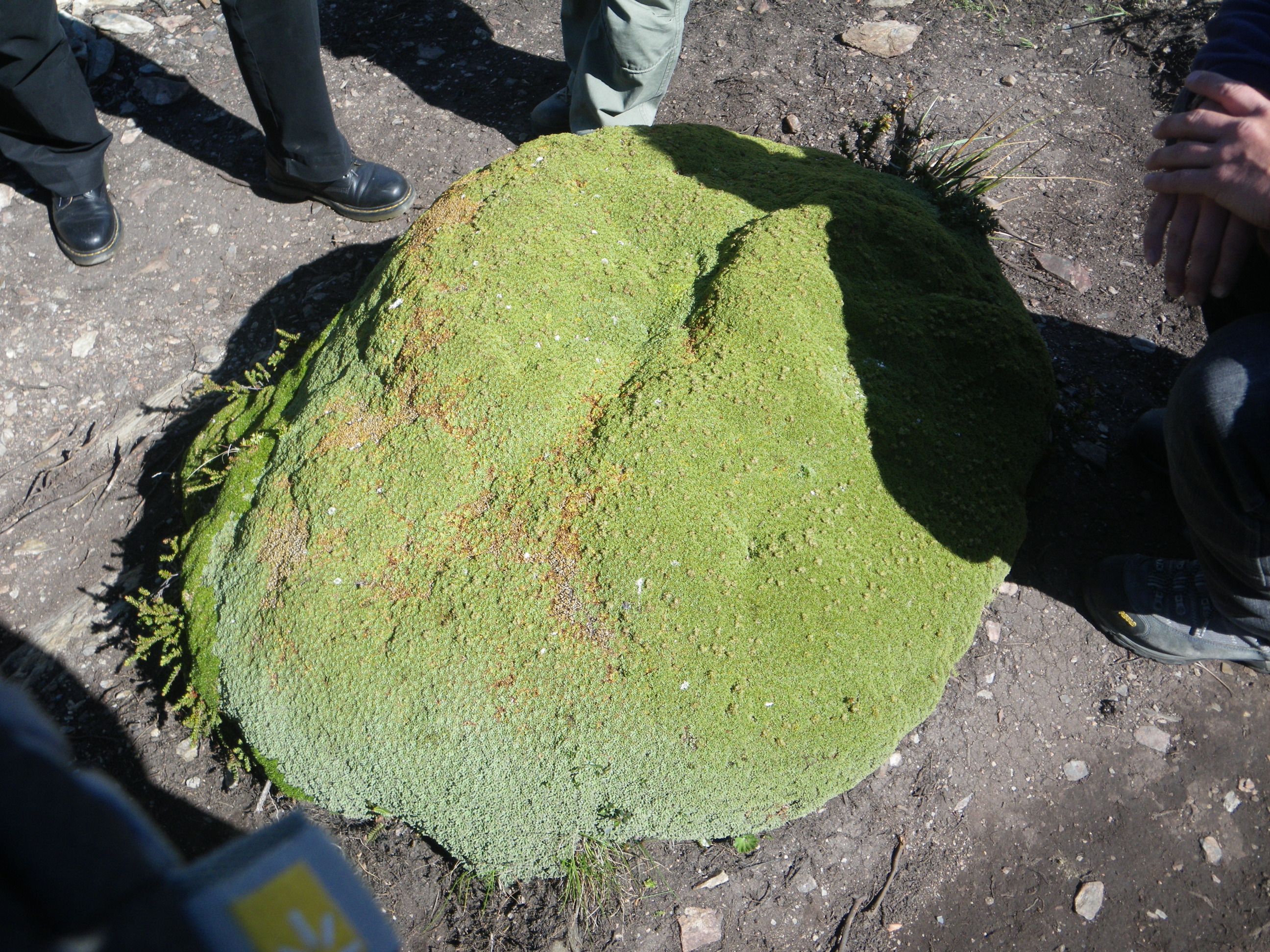
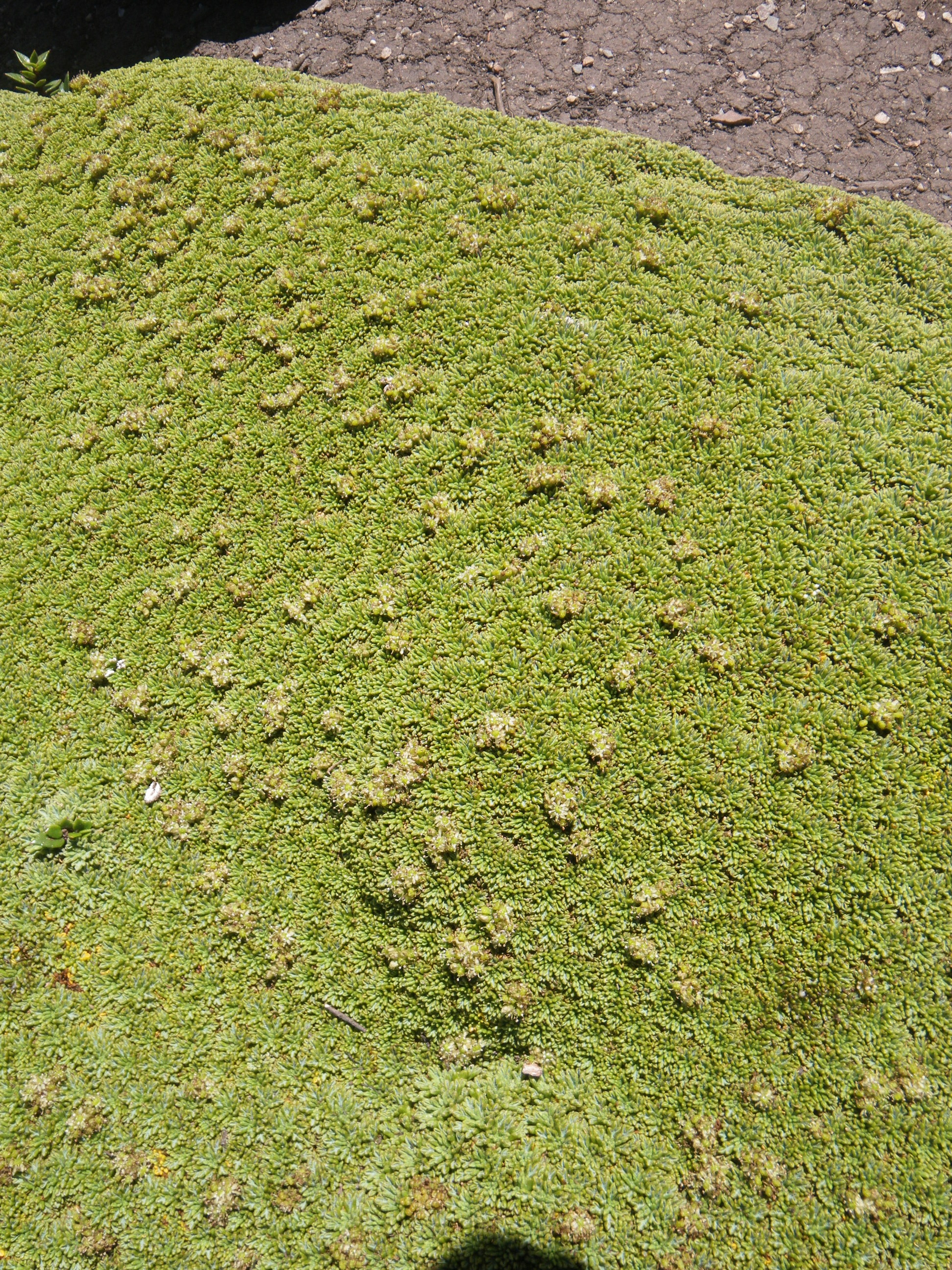